# Friedrich Nicolai
Christoph Friedrich Nicolai (18 tháng 3 năm 1733 - 11 tháng 1 năm 1811) là tác giả và người bán sách người Đức. 

## Cuộc đời
Friedrich Nicolai sinh ra tại Berlin, nơi mà cha ông, Christoph Gottlieb Nicolai, là người sáng lập nên hiệu sách Nicolaische Buchhandlung. Friedrich đã nhận được một nền giáo dục tốt, vào năm 1749, ông đã đến Frankfurt (Oder) để thực tập công việc của cha mình. đồng thời cũng giành thời gian để tìm hiểu về văn học Anh.
Vào năm 1752, Nicolai trở lại Berlin và bắt đầu việc biện luận văn học bằng việc bênh vực John Milton và chống lại những sự tấn công của Johann Christoph Gottsched. Tác phẩm Briefe über den jetzigen Zustand der schönen Wissenschaften in Deutschland của Nicolai, được xuất ban với sự ẩn danh vào năm 1755, và được tái bản bởi G. Ellinger vào năm 1894, đã được viết ra để phản bác lại các ý kiến của cả Gottsched và đối thủ của ông ta, Johann Jakob Bodmer và Johann Jakob Breitinger. Tình yêu của Nicolai dành cho văn học Anh đã giúp ông có được tình bạn với Gotthold Ephraim Lessing và Moses Mendelssohn. Trong mối quan hệ với Mendelssohn, Nicolai đã xuất bản tác phẩm Bibliothek der schönen Wissenschaften vào năm 1757, và việc xuất bản này đã kéo dài cho đến năm 1760. Cùng với Lessing và Mendelssohn, Nicolai đã làm chủ bút của tờ nhật báo bình luận sách Briefe, die neueste Literatur betreffend từ năm 1759 đến năm 1765. Trong các năm 1765 đến 1792, Nicolai đã làm chủ bút một nhật báo bình luận sách khác có tên là Allgemeine deutsche Bibliothek. Nhật báo này đã phục vụ như một phần của các triết gia được yêu thích đương thời, những người phản đối những người cầm quyền trong tôn giáo và chống lại những gì họ định nghĩa là sự ngông cuồng trong văn học.
Các tác phẩm lãng mạn của Nicolai hầu như bị quên lãng, chỉ có Das Leben und die Meinungen des Herrn Magister Sebaldus Nothanker (1773-1776) và tác phẩm châm biếm về Nỗi đau của chàng Werther của Johann Wolfgang von Goethe, Freuden des jungen Werthers là nổi tiếng trong thời đại bây giờ. Trong khoảng thời gian từ năm 1788 đến năm 1796, Nicolai đã xuất bản 12 bộ của Beschreibung einer Reise durch Deutschland und die Schweiz, tác phẩm này đã trở thành nhân chứng cho các nhìn bảo thủ của ông trong khoảng thời gian còn lại của cuộc đời.
Nicolai cũng thể hiện ý tưởng ban đầu về hallucinosis với sự bảo toàn cái nhìn sâu sắc và ý tưởng này không liên quan gì đến sự rối loạn:
| “ | Bất ngờ tôi quan sát thấy, vào khoảng cách mười bước chân, hình ảnh của người đã khuất. Tôi hỏi vợ mình rằng bà ấy có thấy gì không. Bà ấy bảo rằng không thấy gì ngoài việc được báo động nhiều. | ” |

Cái nhìn đó đã vượt ngoài kiểm soát của ông và không đi theo lý trí của ông nữa.
Nicolai qua đời vào năm 1811 tại Berlin.
Tác phẩm Bildniss und Selbsbiographie của ông đã được Moses Samuel Löwe trong bộ Bildnisse jetzt lebender Berliner Gelehrter vào năm 1806. 